# Boda (naturreservat, Kinda kommun)
Boda är ett naturreservat i Kinda kommun i Östergötlands län.
Området är naturskyddat sedan 2009 och är 34 hektar stort. Reservatet omfattar en höjd vid sydöstra stranden av Åsunden. Reservatet består av barrskog med inslag av ädellövträd i branterna.